# Maquiladora

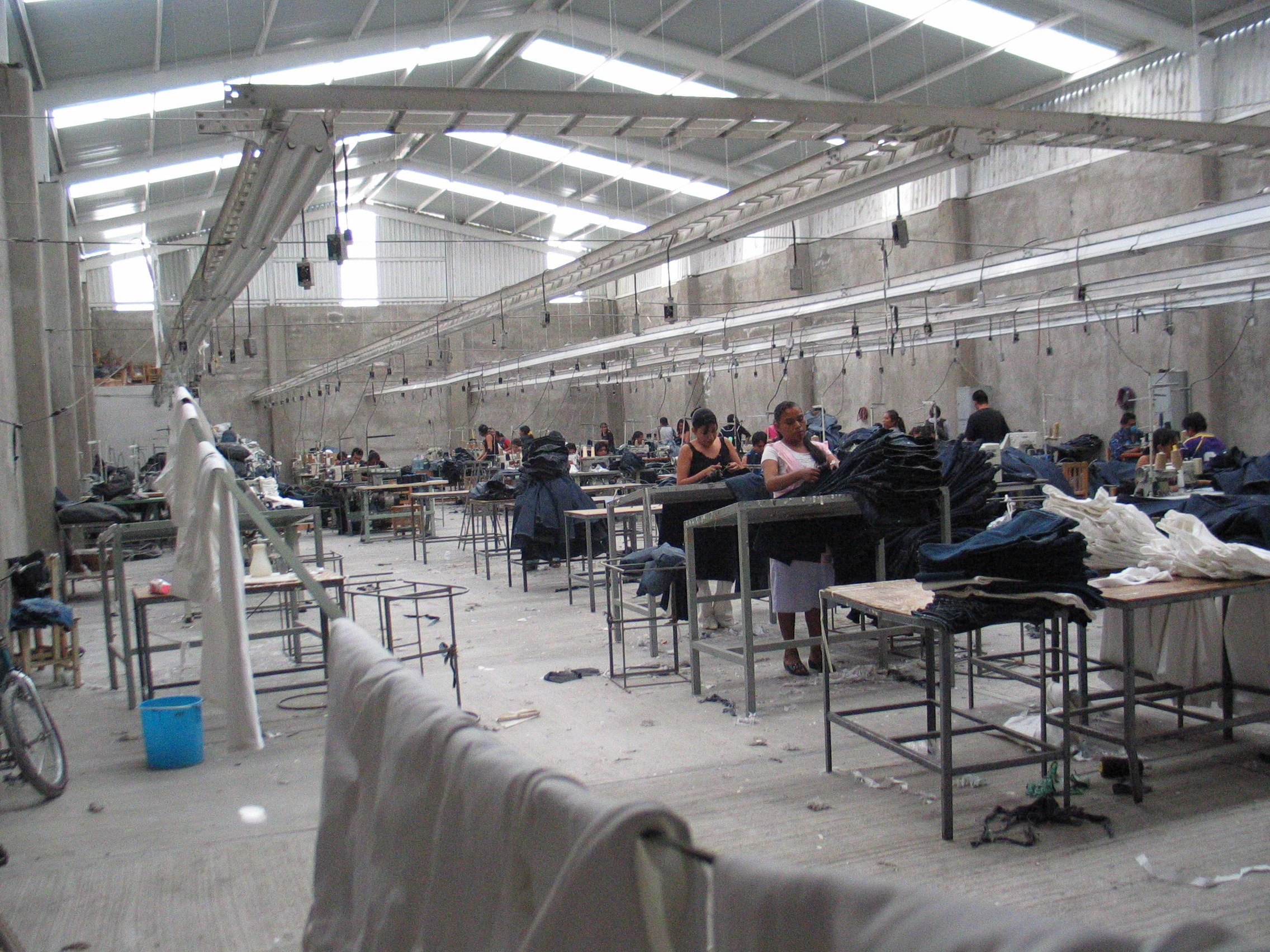
Foto van een Maquiladora in Mexico.

Een maquiladora is een fabriek die belastingvrij ruwe grondstoffen importeert en waarin vervaardiging en assemblage plaatsvinden. Zij bevinden zich met name in Mexico, aan de grens met de Verenigde Staten.
Maquiladora's zijn sterk in opkomst sinds de Noord-Amerikaanse Vrijhandelsovereenkomst (NAFTA) in 1994 in werking trad. Hoewel de maquiladora's voor veel werkgelegenheid zorgen, zijn de lonen er vaak laag en de arbeidsomstandigheden slecht.